# تاريخ غينيا بيساو
طالبت البرتغال بغينيا بيساو منذ خمسينيات القرن الخامس عشر حتى سبعينيات القرن العشرين. ولكن اقتصرت السيطرة البرتغالية في المنطقة على الحصون على طول الساحل. وحصلت البرتغال على السيطرة الكاملة على البر الرئيسي بعد حملات التهدئة في 1912-1915، ولم تستعمر جزر بيجاغو البحرية حتى عام 1936 لتكتمل سيطرتها على غينيا بيساو. ومنذ الاستقلال في عام 1974 كانت البلاد تحت سيطرة نظام الحزب الواحد حتى عام 1991. وبعد إدخال سياسة التعددية الحزبية في عام 1991 أجريت أول انتخابات متعددة الأحزاب في عام 1994.

## قبل الاتصال مع أوروبا

### مقاطعة كابو في إمبراطورية مالي (1200-1537) - إمبراطورية كابو (1537-1867)

#### الأصول
تأسست كابو كمقاطعة في مالي من خلال غزو سينغاميبا من قبل أحد جنرالات سوندياتا كيتا المسمى تيرامخان ترواري. ووفقًا للتقاليد الشفوية ذهب تيرامخان إلى المنطقة ردًا على الإهانة التي وجهها ملك وولوف إلى سوندياتا، ما أدى إلى غزو وولوف، ثم انتقل عبر نهر غامبيا إلى كازامانس. وأدى ذلك إلى هجرة الشعب الماندينغي إلى المنطقة في القرن الثالث عشر، على الرغم من أن عددًا قليلًا من الشعب الماندينغي كانوا يعيشون هناك مسبقًا. وفي القرن الرابع عشر أصبحت معظم غينيا بيساو تحت إدارة مالي وحكمها فاريم كابو (زعيم كابو).
أدى انهيار إمبراطورية مالي في القرن الرابع عشر إلى استقلال كابو في القرن السادس عشر. وجاء الحق في الحكم من تاريخهم كمقاطعة إمبراطورية، وحل كابو مانسابا محل فاريم كابو. وأصبحت عاصمة الإمبراطورية كانسالا، في العصر الحديث غابو، شرق غينيا بيساو في منطقة جيبا (ص 4). وأصبحت كل المنطقة باستثناء شعوب بابيل والمانجاك والبيافادا الغربيون تدين بالطاعة لمانسابا وتدفع الإتاوات له (ص 367).

#### المجتمع
كانت الإمبراطورية أكثر عسكرية مع طبقات اجتماعية أكثر صرامة من إمبراطورية مالي. وكانت الطبقات الحاكمة مكونة من نخبة المحاربين من نيانشو (نيانكو) الذين يتتبعون نسبهم الأبوي إلى تيرامخان ترواري، وينحدرون من الأم إلى مواطن غامض يُدعى بالبا الذي يُعتقد أنه يمتلك قوى خارقة للطبيعة (ص 3). وكان نسل مانسابا أموميًا عبر أخته، التي سيكون ابنها التالي في الحكم (ص 3).
كان النيانشو منغمسين في ثقافة المحارب، وكان يُعرف بأنهم رجال سلاح فرسان ممتازون وغزاة متحاربون، وكان العبيد يزرعون ويحافظون على مطاياهم، وكان أعلى تكريم للنيانشو هو الانتساب لمانسابا (ص 6). وكان الشباب يسافرون فقط من أجل هدف الغزو والحرب. وأفاد الأوروبيون أن النيانشو كانوا فرسانًا خبراء لدرجة أن الممالك الأخرى كانت تستعين بهم، وعادة ما كانوا يشغلون الرتب العسكرية العالية للقوات الأخرى (ص 369).
كان المجتمع عسكريًا يركز على السيطرة على تجارة الرقيق في المنطقة. وأصبحت العشائر المحاربة غنية بسبب التجارة مع الأوروبيين (ص 6). وفي الجهود المبذولة لدرء التوغلات العسكرية الشمالية من ولايتي سيرير ووولوف، والسيطرة على التجارة، قاموا بدمج الدول المجاورة، ما يوفر حماية أفضل لأنفسهم ويؤمن مكاسب اقتصادية من الأسواق التجارية (ص 7). تجلب التجارة الطبقات النبيلة، والأقمشة المستوردة، والخرز، والأدوات المعدنية، والأسلحة النارية كسلع عززت هيبتهم، وفائضًا من المواد الغذائية يوفر الأمن ويؤمن التحالفات السياسية. (ص 8). وكان لا بد من الحفاظ على الحياة التي تبقي عليها النخب بالطبع، وهنا كان مكمن فائدة العوام والعبيد، إذ كان العبيد يرعون الخيول ويقومون بالأعمال الزراعية، وكان العوام هم المزارعين، وصنع الحرفيون أدوات زراعية ومعدات لركوب الخيل، وكان المرابطون والكهنة غير المسلمين يتعاملون بالسحر والعرافة (ص 8). باختصار كان نظام الإمبراطورية أن الحكومة المركزية كانت في كانسالا، وكان كابو مانسابا هو الإمبراطور مع فاريم مانسا حكامًا لكل مقاطعة، وقدمت المقاطعات جنودًا وجرى تقسيمها إلى وحدات إدارية، كانت تحكمها عائلات أرستقراطية (ص. 5).
كانت الإمبراطوريات ماندينغية، واللغة المشتركة هي الماندينغية، والمؤسسات الاجتماعية كانت بصبغة ماندينغية، وكانت المؤسسات السياسية ماندينغية، وكانت التقاليد التاريخية ماندينغية، وكانت الإمبراطورية تفتخر بتاريخها الإمبراطوري الماندينغي (ص 11). كان إضفاء الطابع الماندينغي واسعًا في الإمبراطورية، وأصبح الأفراد من خلفيات إثنية أخرى ماندينغيين ثقافيًا، وساعدت الزيجات الإثنية المتكررة بين الماندينغيين والإثنيات الأخرى في هذه العملية، وأمكن للأوروبيين والأفرو-أوروبيين الذين يعيشون في المنطقة أن يصبحوا «ماندينغيين» إلى حد ما، وبسبب هذه الحدود الإثنية الفضفاضة أصبحت القرابة أكثر أهمية من العرق (ص 12). وكانت القرابة مهمة على أعلى مستويات المجتمع. وكان من المرجح أن تتحد النخبة مع بعضها البعض بغض النظر عن الخلفيات الإثنية، واتخذ السننكيون الذين مارسوا السننكية منها هوية لهم، وتشير كلمة السننكيين إلى الأرواحيين في المنطقة، وهذا المصطلح ربط هذه النخب معًا بغض النظر عن الأصول أو الموقع (ص 12). وكان دينهم هو عبادة الأسهم والحجارة والتواصل المنتظم مع ما هو إلهي، وكان رئيس الكهنة مقيمًا في العاصمة الرئيسية للإمبراطورية (ص 368). وكانت كابو أقوى دولة ماندينغية غربية في ذلك الوقت بعد سقوط مالي (ص 13).
عاش عامة الناس من خلال توظيف مهاراتهم، مثل زراعة المحاصيل، وتربية الماشية، والتحول إلى تجار للنبلاء، أو المرابطين الذين يمارسون السحر لصالح محاربي النخبة (ص 15). أما أولئك الذين ليس لديهم وسيلة لتوظيف مهاراتهم كانوا في وضع خطير، ومن المرجح أن ينتهوا كعبيد تحت حكم الأوروبيين، أو سكان شمال إفريقيا، أو بعيدًا عن الممالك الأفريقية (ص 15).
دمجت كابو بشكل أوثق شبكات التجارة من غينيا بيساو إلى شمال إفريقيا في القرن الرابع عشر، ومع الأوروبيين في القرن الخامس عشر (ص 3). وكانت التجارة التي استغلتها كابو في غينيا بيساو مفيدة اقتصاديًا (ص 4). وكان العبيد مصدرًا كبيرًا للدخل، وفقًا للتقارير المقدرة في السنوات ما بين القرنين السابع عشر والثامن عشر، غادر المنطقة 700 عبد سنويًا، لذلك جرى تصدير 70.000 عبد خلال 100 عام، كان لكابو دور كبير بالإمداد بالعبيد (ص. 5) ولوحظ أن العرب (شمال إفريقيا) والتجار المحيطين بهم كانوا يتاجرون على وجه التحديد في المنطقة بالذهب، والذي قيل إن البلاد بها الكثير منه (ص 367).

#### الانحدار
بعد 800 عام من وجود الإمبراطورية و47 في عهد مانسا، بدأت الإمبراطورية بالتدهور لأسباب متعددة بما في ذلك الحرب الأهلية. وفي القرنين الثامن عشر والتاسع عشر حاصرت الدول الإسلامية هذه الدولة الوثنية، وبعد ذلك أعلنت إمامة فوتة جالون الجهاد عليها، بمساعدة من زعماء المسلمين السننكيين والماندينغيين. وحصلت إمامة فوتة جالون على دعم من شعب الفولا المحليين الذين أرادوا الاستقلال عن كابو (ص 5، 6). وتحاربت الدولتان لعدد من السنوات، وصد الكابو الإمامة لفترة طويلة، ما أوقف الإمامة في حصن بيريكولونغ حتى ستينيات القرن التاسع عشر، حيث هُزموا في بيريكولونغ. وقد أدت هذه الحرب إلى مواجهة نهائية بين الإمامة وكابو في عام 1867 تسمى معركة كانسالا، حيث حاصر جيش بقيادة الجنرال ألفا مولو بالدي الأسوار الترابية في كانسالا لمدة 11 يومًا. وتألفت قوات الفولا من 35000 جندي مشاة و12000 من سلاح الفرسان. وتقول التقاليد الشفوية إن أحد مرابطي تيمبو أخبر قوات الفولا أنهم إذا قاموا بالخطوة الأولى في المعركة سيخسرون، وقال أحد أفراد شعب ياكهانكي للنيانشو إنهم إذا قاموا بالخطوة الأولى في المعركة سيخسرون. وكان الحصار في طريق مسدود حتى غضب النيانشو من وجود قوات الفولا خارج أسوارهم، وقرروا اتخاذ الخطوة الأولى كي لا يكونوا جبناء، منع الماندينغيون الفولا من تسلق الجدران لبعض الوقت، لكن الجدران سحقت. ورأى مانسابا ديانك والي أنه سيخسر، لذا جعل نصر الإمامة باهظ الثمن، وأمر قواته بإشعال النار في بارود المدن، وقتل المدافعين عن الماندينغيين جنبًا إلى جنب مع الإمامة. شكلت خسارة كانسالا نهاية الكابو، ونهاية هيمنة الماندينغيين في المنطقة مع دمجهم في إمامة فوتة جالون (ص 3). واستمرت دول الماندينغيين الأصغر في الوجود في المنطقة حتى دمجها في الإمبراطورية البرتغالية (ص 7).